# Senecio glaucus
Senecio glaucus — вид квіткових рослин з родини айстрових (Asteraceae).

## Біоморфологічна характеристика
Це однорічна гола чи рідковолосиста рослина, що досягає розміру 10–25 см у висоту з тонким трав'янистим стеблом, яке зазвичай сильно розгалужене від основи. Листки сидячі, нижні на ніжках, перисто- або перисто-розсічені з 6–8 лопатями, лінійні, 1.5–4 × 0.5–1.5 см, голі, іноді слабоволосисті, цілі лопатеві з 1–2 лопатями. Квіткові голови 0.6–1 см в діаметрі. Обгортка злегка розширена, 4–5 × 2–4 мм, голі або слабоволосисті. Жовті квітки, 8–12, ≈ 3.5–11 × 2–3 мм, еліптично-довгасті, обертання, 4-жилкові, 3-зубчасті на верхівці. Дискові квіточки численні, дуже тонкі, жовті, довжиною 7–8 мм. Ципсела циліндрична, ребриста, у довжину 3 мм.

## Поширення
Вид росте в Європі, Африці, Азії: Афганістан, Алжир, Канарські острови, Чад, Кіпр, Єгипет, Країни Перської затоки, Іран, Ірак, Казахстан, Киргизстан, Крим, Кувейт, Ліван, Сирія, Лівія, Мавританія, Марокко, Нігер, Північний Кавказ, Оман, Пакистан, Палестина, Саудівська Аравія, Сицилія, Синай, Росія, Тибет, Азербайджан, Вірменія, Грузія, Туніс, Туреччина, Західні Гімалаї, Ємен.